# Àcid 2-Hidroxibutíric
L'àcid 2-Hidroxibutíric, també anomenat alfa-hidroxibutirat i α-hidroxibutirat, és un àcid hidroxibutíric amb el grup hidroxil al carboni adjacent al carboxil. És un compost quiral amb dos enantiòmers, l'àcid D-2-hidroxibutíric i l'àcid L-2-hidroxibutíric.

àcid (R)-2-hidroxibutíric
àcid (S)-2-hidroxibutíric

El 2-hidroxibutirat, la base conjugada de l'àcid 2-2-hidroxibutíric, és produït en teixits mamífers (principalment hepàtic) i catabolitza L-treonina i sintetitza glutatió. L'estrès oxidatiu pot augmentar l'índex d'hepàtic de síntesi de glutatió.
L'α-2-hidroxibutirat pot ser útil com a indicador primerenc a la resistència d'insulina en no-diabètics. A més, nivells elevats de sèrum d'α-2-hidroxibutirat pronostica empitjorar la tolerància a la glucosa.